# Wasyl III
Wasyl III Iwanowicz (ros. Василий III Иванович; ur. 25 marca 1479, zm. 4 grudnia 1533) – wielki książę moskiewski od 1505 r., syn Iwana III Srogiego (1462–1505) i jego drugiej żony, Zofii Paleolog.

## Pochodzenie i rządy
Urodził się jako piąte dziecko wielkiego księcia moskiewskiego Iwana III Srogiego i Zofii Paleolog, bratanicy ostatniego władcy Bizancjum Konstantego XI. Miał siedem sióstr m.in. królową Polski i wielką księżną Litwy Helenę i czterech braci.
W pierwszych dziesięcioleciach XVI wieku, kontynuując po swym ojcu dzieło podboju ziem ruskich, wdał się w wojny z Litwą i Polską (wojny litewsko-moskiewskie 1507–1508 i 1512–1522). W 1510 roku zdobył Psków, a w 1514 roku Smoleńsk. W 1521 roku przyłączył do swojej domeny Księstwo Riazańskie. Umocnił też swą władzę kosztem bojarów, którzy nadal jednak sprawowali pewną władzę w kraju: ściągali daniny i zasiadali w Dumie Bojarskiej.
Za Wasyla III zakończona została rozbudowa Kremla, który otoczony został ceglanym murem z wieżami. Zaznaczyło się również, po okresie mongolskich zniszczeń, ożywienie kultury, piśmiennictwa i malarstwa.

## Małżeństwa i potomstwo
W 1505 r. Iwan III przeczuwając swoją śmierć, postanowił ożenić swego najstarszego syna. Do Moskwy sprowadzono około 1500 kobiet z wpływowych rodzin, a wyboru przyszłej księżnej postanowiono dokonać według starego bizantyjskiego zwyczaju - oględzin. Wybór padł na Sołomonię Juriewnę Saburową. We wrześniu 1505 r. odbył się ich ślub, miesiąc przed śmiercią Iwana.
Małżeństwo było bezdzietne. Po 20 latach Wasyl rozkazał zamknąć żonę w klasztorze przy użyciu siły. Wielka księżna była w tym czasie w ciąży i chciano uniknąć skandalu, gdyż ojcem dziecka prawdopodobnie nie był Wasyl (plotkowano o nim, że jest bezpłodny).  W klasztorze Sołomonia (już jako mniszka Zofia) urodziła syna, Gieorgija. Na temat Gieorgija i jego życia powstało kilka hipotez, lecz żadna nie ma jednoznacznego potwierdzenia w źródłach historycznych.
21 stycznia 1526 r. mimo protestów Cerkwi Wasyl poślubił Helenę Glińską. Na tę uroczystość wielki książę zgolił brodę, co stanowiło demonstracyjne odstępstwo od tradycji cerkiewnej. Oburzenie drugim ślubem Wasyla wyraził patriarcha jerozolimski, który zagroził Moskwie "rzeką krwi, upadkiem głów wielmożów i płonącymi miastami". Helena miała wrogów na dworze wielkoksiążęcym, gdyż zarzucano jej pochodzenie z rodziny litewskich zdrajców. Z tego małżeństwa pochodziło dwóch synów: Iwan IV Groźny i Jerzy. Narodzinom obu towarzyszyły plotki, że ich biologicznym ojcem jest Iwan Owczina-Tielepniew.

## Śmierć
Podczas polowania Wasyl spadł z konia i zranił się w nogę. Na łożu śmierci zażądał, aby przyprowadzono do niego synów, aby jednemu z nich - Iwanowi - dostojnicy państwowi złożyli przysięgę jako przyszłemu wielkiemu księciu. Wasyl zmarł w nocy z 3 na 4 grudnia 1533 r.
Regencję w kraju z powodu małoletności Iwana objęła Helena Glińska. Iwan Owczina-Tielepniew stał się faworytem regentki. W czasie regencji Heleny bojarowie próbowali odzyskać swe wpływy i znaczenie. Wzajemne porachunki, intrygi i spiski bojarów trwały kilkanaście lat, do czasu osiągnięcia pełnoletniości przez następcę tronu Iwana IV, który został koronowany na cara w 1547 roku.